# Kempnyia reichardti
Kempnyia reichardti är en bäcksländeart som beskrevs av Froehlich 1984. Kempnyia reichardti ingår i släktet Kempnyia och familjen jättebäcksländor. Inga underarter finns listade i Catalogue of Life.